# Autorretrato com paleta (Van Gogh)
Autorretrato com paleta é uma pintura a óleo sobre tela criada pelo pintor holandês Vincent van Gogh em 1889 em Saint-Rémy-de-Provence, em Bouches-du-Rhône, na França.
Durante sua carreira artística, Van Gogh representou-se em mais de quarenta pinturas e desenhos. Os estudiosos da Autorretratística tentam, atualmente, desvendar o que os seus autorretratos podem revelar sobre sua vida e obra

## História
Embora a carreira de pintor de Van Gogh tenha sido curta, ele provou ser um artista excepcionalmente prolífico e inovador. Experimentou vários tipos de pintura, como paisagens, naturezas mortas ou retratos, mas foi apenas com autorretratos que se tornou conhecido como artista. Tal como o seu antecessor Rembrandt, Van Gogh dedicou-se a esta arte. Pintou pelo menos 36 autorretratos, o primeiro dos quais foi realizado imediatamente após sua chegada a Paris, em março de 1886, e o último durante sua estada no Hospital Saint-Paul-de-Mausole em Saint-Rémy em 1889. No primeiro, após meses de isolamento voluntário, a atenção do artista centrou-se na paisagem que rodeia o hospital. Mas no início de julho de 1889, enquanto pintava ao ar livre, Van Gogh sofreu graves recaídas de sua doença mental. Durante cinco semanas ele não saiu do aposento. Este autorretrato é a primeira obra que Van Gogh pintou depois de recuperar as forças.

## Descrição
O rosto ossudo do artista traz os traços de sua luta recente. Não são apenas as cores contrastantes que o tornam mais pálido que o normal; o verde amarelado claro acrescenta credibilidade à sua condição na época.
Em carta ao irmão Theo, o artista escreveu:
“As pessoas dizem, e tenho tendência a acreditar, que é difícil conhecer-se, mas não é fácil pintar-se. No momento estou trabalhando em dois autorretratos, por falta de modelo, porque já é hora de pintar um personagem. Comecei o primeiro [autorretrato] no primeiro dia, quando acordei estava emaciado, pálido como um demônio. O fundo azul-violeta e a cabeça esbranquiçada com cabelos amarelos é um efeito de cor.".
O artista é retratado trabalhando: ele está vestindo um avental de pintura e segurando pincéis e paleta. Seu olhar é desconfiado e atento, a aversão em seus olhos sugere que o mundo na tela é um lugar mais seguro que o mundo real. Para refleti-lo, Van Gogh utilizou um dos truques mais antigos retirados de um livro didático de pintura: seus olhos não aparecem paralelos, o que dá a impressão de que o olhar do artista não está fixo em algo real, mas direcionado para dentro, para mundos imaginários, onde uma imagem literal não é necessária. Esses olhos, desconfiados e sonhadores ao mesmo tempo, refletem a alma de um homem a quem foi atribuído o rótulo de louco.
Este autorretrato é uma pintura particularmente ousada, aparentemente executada numa única sessão, sem retoques posteriores. Aqui Van Gogh se retratou trabalhando, vestido com seu avental de artista, paleta e pincéis nas mãos, aparência que já havia adotado em dois autorretratos anteriores. Embora a pose em si e o intenso escrutínio do olhar do artista não sejam únicos – basta pensar nos autorretratos ocasionalmente intransigentes de Rembrandt – a qualidade assombrosa e assombrada da imagem é distinta. O azul-violeta escuro do avental e do chão, o laranja vivo de seu cabelo e barba criam um contraste surpreendente com o amarelo e o verde de seu rosto e realçam a magreza de suas feições em uma tez pálida. A pincelada dinâmica e até frenética confere um imediatismo e expressividade incomuns à sua representação. Na sua intensidade, contrasta fortemente com o outro autorretrato que pintou na mesma época (Musée d'Orsay, Paris) em que o artista parece mais calmo e controlado. No entanto, Van Gogh preferiu a pintura de Washington como aquela que capturou seu “verdadeiro caráter”.